# Каспер, Людвиг
Людвиг Каспер (нем. Ludwig Kasper, * 2 мая 1893 г. Гуртен, Австро-Венгрия; † 28 августа 1945 г. Браунау-ам-Инн, Австрия) — австрийский скульптор.

## Жизнь и творчество
Родился в крестьянской семье. Получил образование скульптора в Высшей школе деревянной скульптуры в Халльштатте в 1909—1912 годах и затем в классе скульптора Германа Хана в мюнхенской Академии изящных искусств в период с 1912 по 1925 годы (с перерывом, вызванным участием в Первой мировой войне). В 1923—1928 годы работал в Мюнхене в занимаемой совместно со скульптором и графиком Фрицем Врампе, и художником Флорианом Бошем мастерской. В 1920 -е годы основной тематикой произведений Каспера являются скульптурные портреты и бюсты. В 1928—1929 годы он проводит со своей будущей супругой, художницей Оттилией Вольф, год учёбы в Париже. В 1930 году они переезжают в Силезию откуда Оттилия была родом. Скульптор в этот период создаёт крупные, в натуральную величину фигуративные работы в античном, древнегреческом стиле. В 1933 супруги Каспер приезжают в Берлин и работают в творческом содружестве с такими мастерами, как Герхард Маркс, Кате Кольвиц, Герман Тойбер и Герман Блюменталь.
Во времена правления в Германии национал-социалистов строго фигуративное искусство Людвига Каспера было достаточно востребованным. Тем не менее, несмотря на многочисленные частные заказы, он лишь однажды получил официальное предложение от государства, в 1936 году, в городе Целле. В то же время он принимает участие в различных художественных выставках, например, в берлинской галерее Карл Буххольц в 1939 году (совместно с работами Аристида Майоля). Имели успех его персональные выставки в дуйсбургском музее Вильгельм-Лембрук в 12936 и в Союзе берлинских художников в 1937 году. В эти годы наиболее значительными произведениями Каспера являются обнажённые женские фигуры в натуральную величину, напр. «Отдыхающая» (1935), «Сидящая» (1936) и др. В 1936-37 и в 1939-40 году скульптор, получив государственные стипендии, совершает поездки в Грецию и в Рим соответственно.
В годы Второй мировой войны Каспер создаёт в основном бюсты и статуи обнажённой женской натуры. В 1941 он награждается земельной премией в области скульптуры Верхней Австрии. В 1943 году он становится профессором в Высшей художественной школе Брауншвейга. В 1944 году он был лично А. Гитлером внесён в список Gottbegnadeten-Liste имперского министерства народного просвещения и пропаганды, куда были включены наиболее ценные для Третьего рейха деятели культуры и искусства.
Свои работы скульптор обычно выполнял из гипса и мрамор-цемента, используя бронзовое литьё крайне редко. Уже после его смерти его произведения были выставлены на первой экспозиции современного искусства documenta 1 1955 году в Касселе. Статуя «Стоявшей женщины» была представлена в 1951 году в Ганновере на Первой федеральной садовой выставке. Многие его скульптуры собраны в земельном музее искусств Верхней Австрии в Линце.

## Галерея

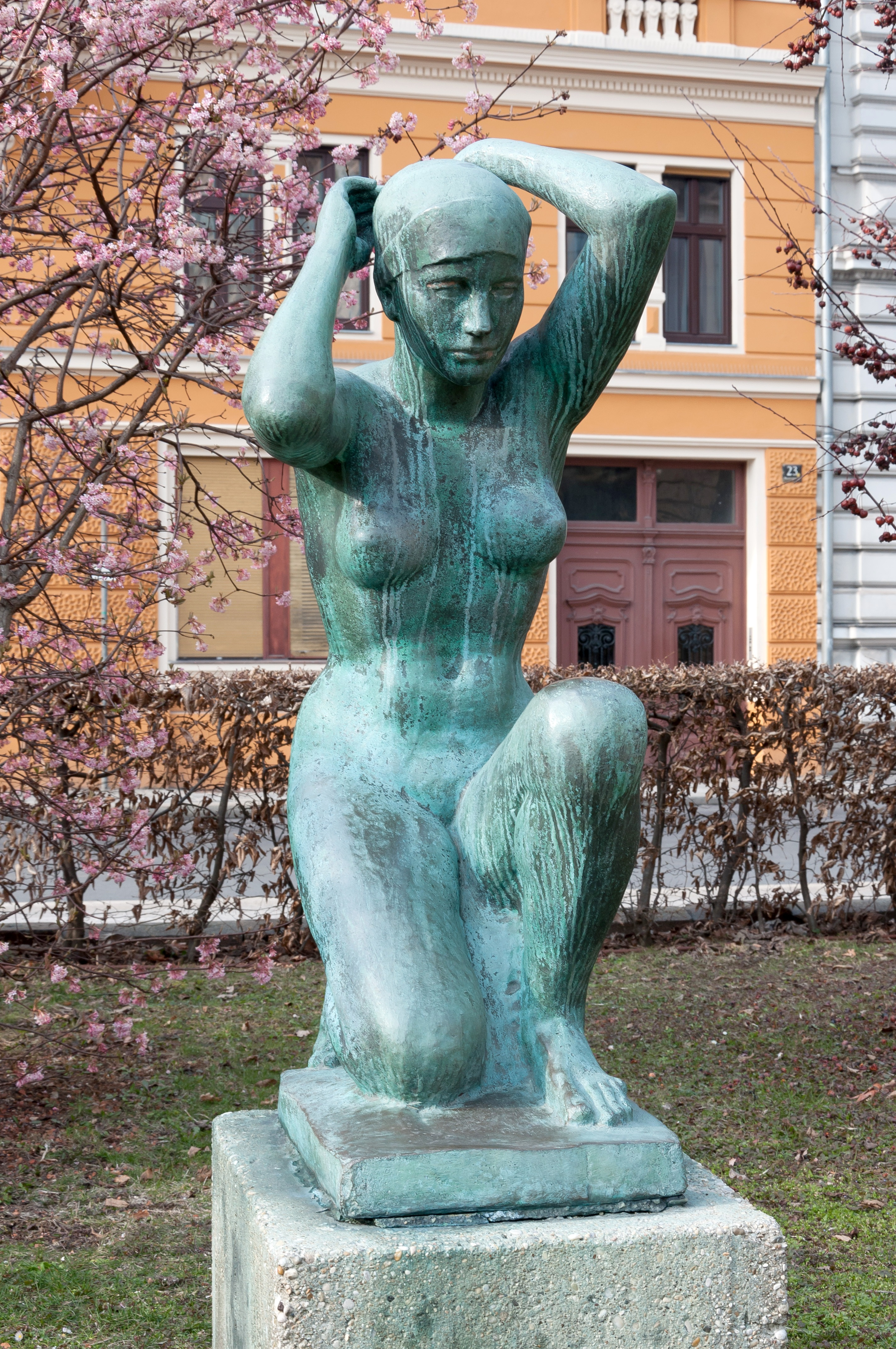
Девушка на коленях (Линц)
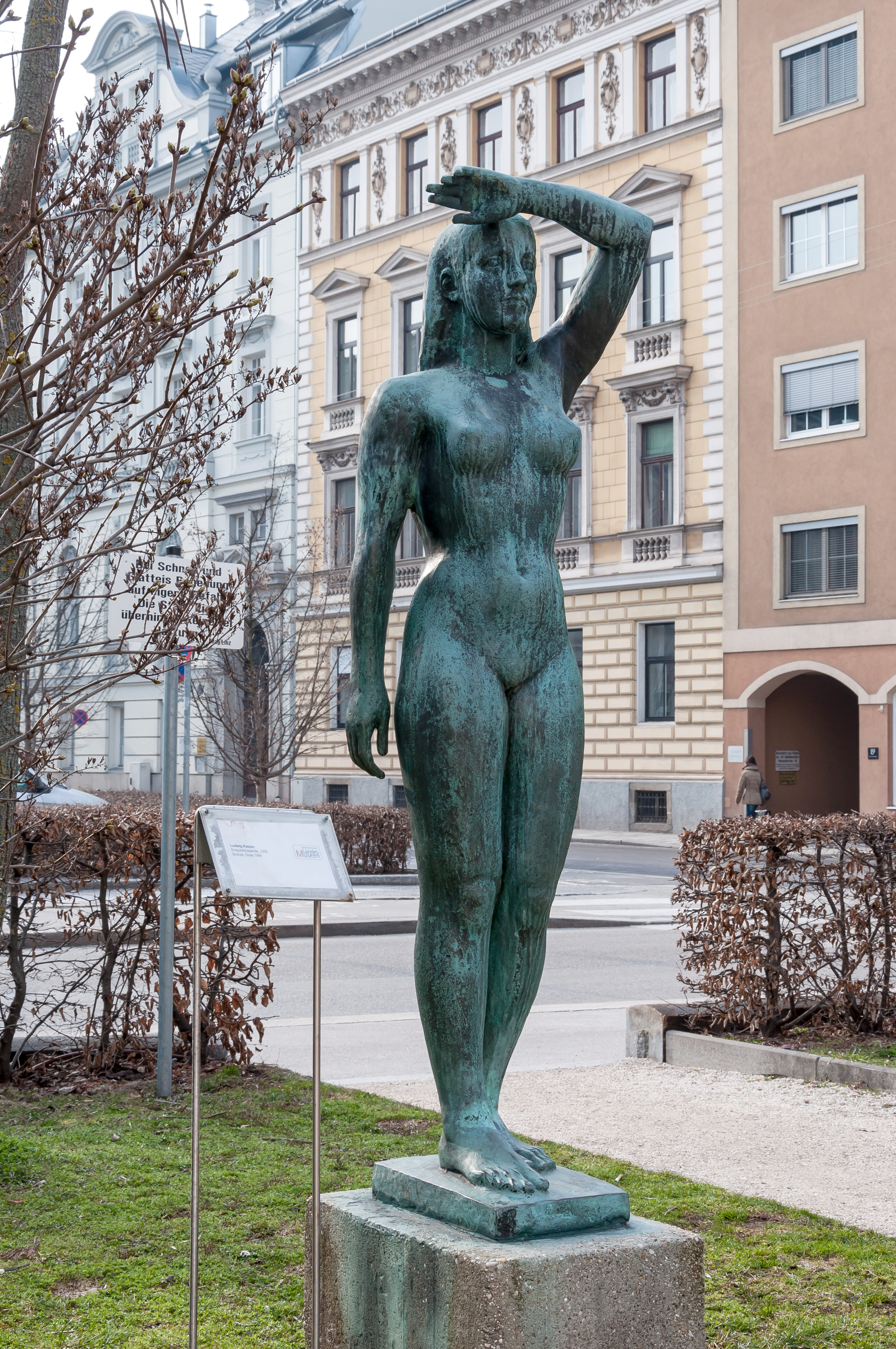
Смотрящая ввысь (Линц)
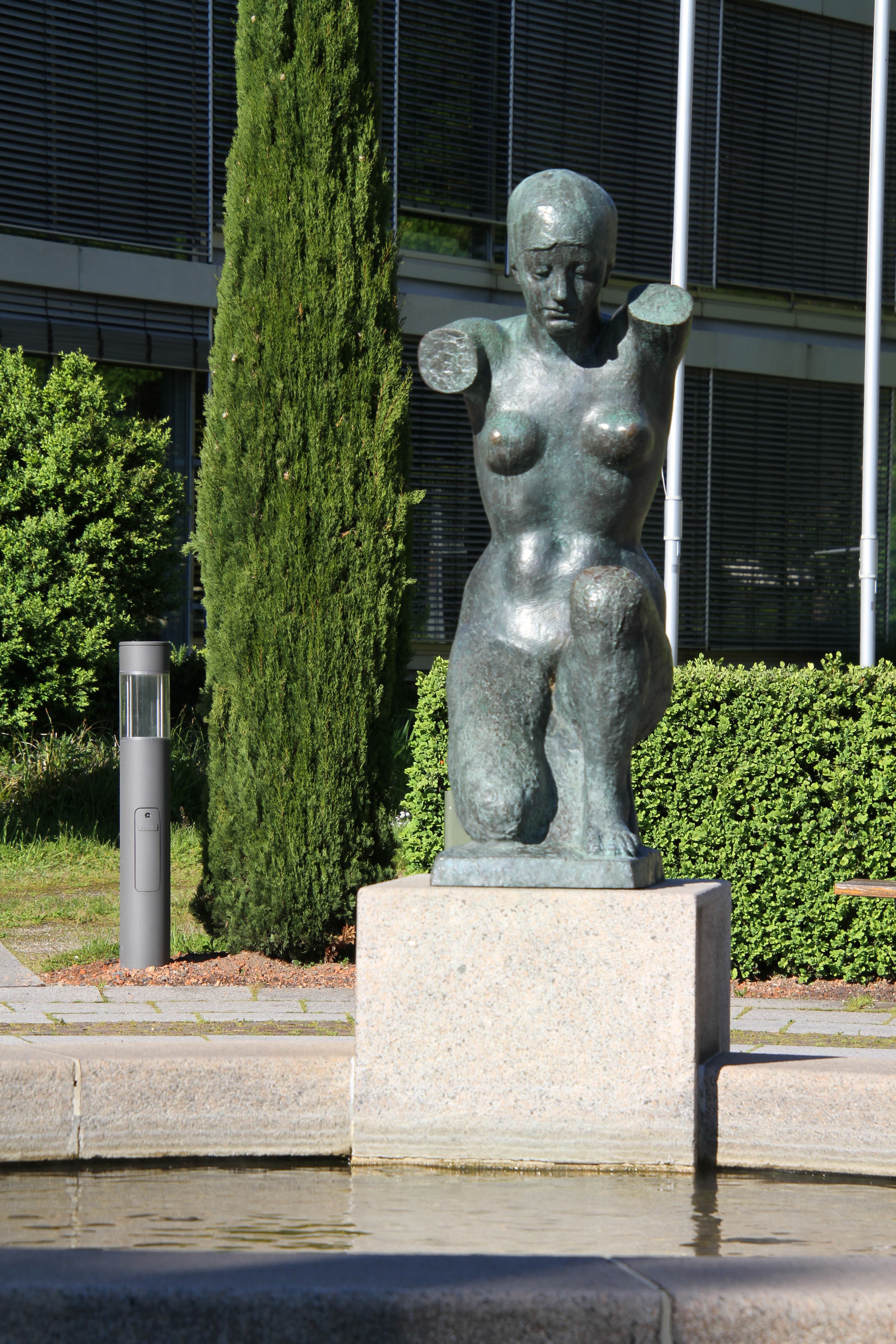
Преклонившая колени (Баден-Баден)

## Дополнения
- веб-сайт Людвиг Каспер.

1. 1 2  RKDartists (нидерл.)
2. 1 2  Berger U. Ludwig Kasper // Kasper, Ludwig (англ.) // Grove Art Online / J. Turner — Oxford, Basingstoke, New York City: OUP, 2017. — doi:10.1093/GAO/9781884446054.ARTICLE.T045946